# Anna Gałecka
Anna Elżbieta Gałecka (Gdynia, 18 de abril de 1974) es una deportista polaca que compitió en vela en la clase Mistral. Ganó una medalla de bronce en el Campeonato Europeo de Mistral de 2000.

## Palmarés internacional
| \| Campeonato Europeo \| Campeonato Europeo \| Campeonato Europeo \| Campeonato Europeo \| \| Año \| Lugar \| Medalla \| Clase \| \| ------------------ \| ------------------ \| ------------------ \| ------------------ \| \| 2000 \| Cádiz (España) \| Medalla de bronce \| Mistral \| |                |                   |         |
| Campeonato Europeo |                |                   |         |
| Año | Lugar          | Medalla           | Clase   |
| 2000 | Cádiz (España) | Medalla de bronce | Mistral |